# Bechtel
Bechtel Corporation је америчко предузеће за инжењеринг, набавку, изградњу и управљање пројектима основано у Сан Франциску, са седиштем у Рестону. Од 2022. године Engineering News-Record је сврстао Bechtel као друго највеће грађевинско предузеће у САД.